# Strigă
Striga (Tyto alba) face parte din ordinul Strigiformes (al bufnițelor), familia Tytonidae, și este considerată ca una dintre cele mai frumoase păsări nocturne de pradă din România. Ea este, de asemenea, și foarte folositoare datorită marelui număr de rozătoare pe care le consumă. Este o pasăre sedentară, comună în Câmpia de Vest, dar prezentă și în alte zone din România.

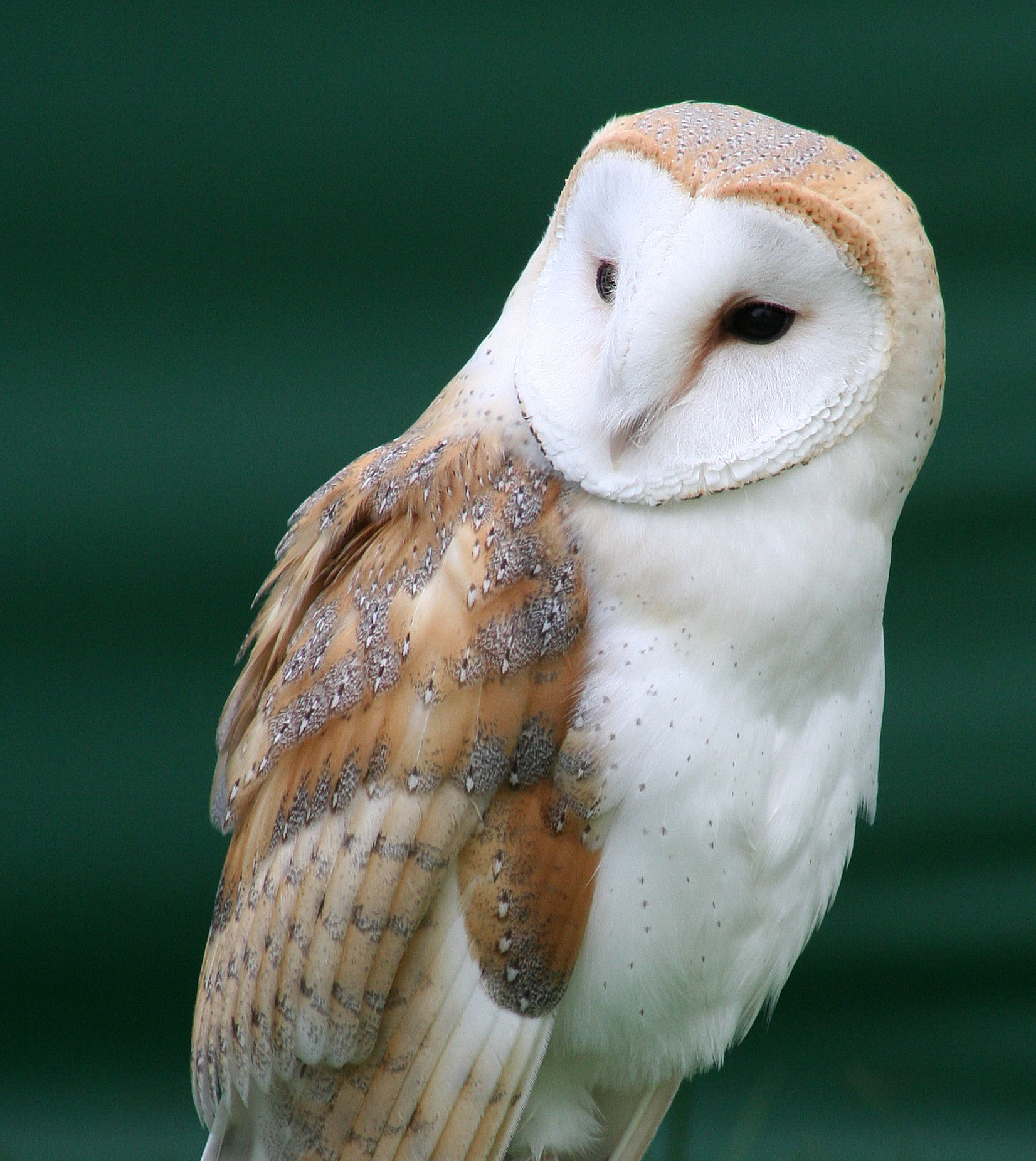
Strigă

## Areal de răspândire
Specia e întâlnită în zonele cu climă temperată, tropicală sau subtropicală din Africa, Europa, Asia de Sud-Vest, Asia de Sud, Australia, America de Sud și America de Nord. În Europa trăiește subspecia T. a. alba (vestul Europei) și T. a. guttata (estul Europei). Trăiește de obicei în sate, cuibărind în hambare, silozuri sau turnuri de biserică.

## Mod de reproducere

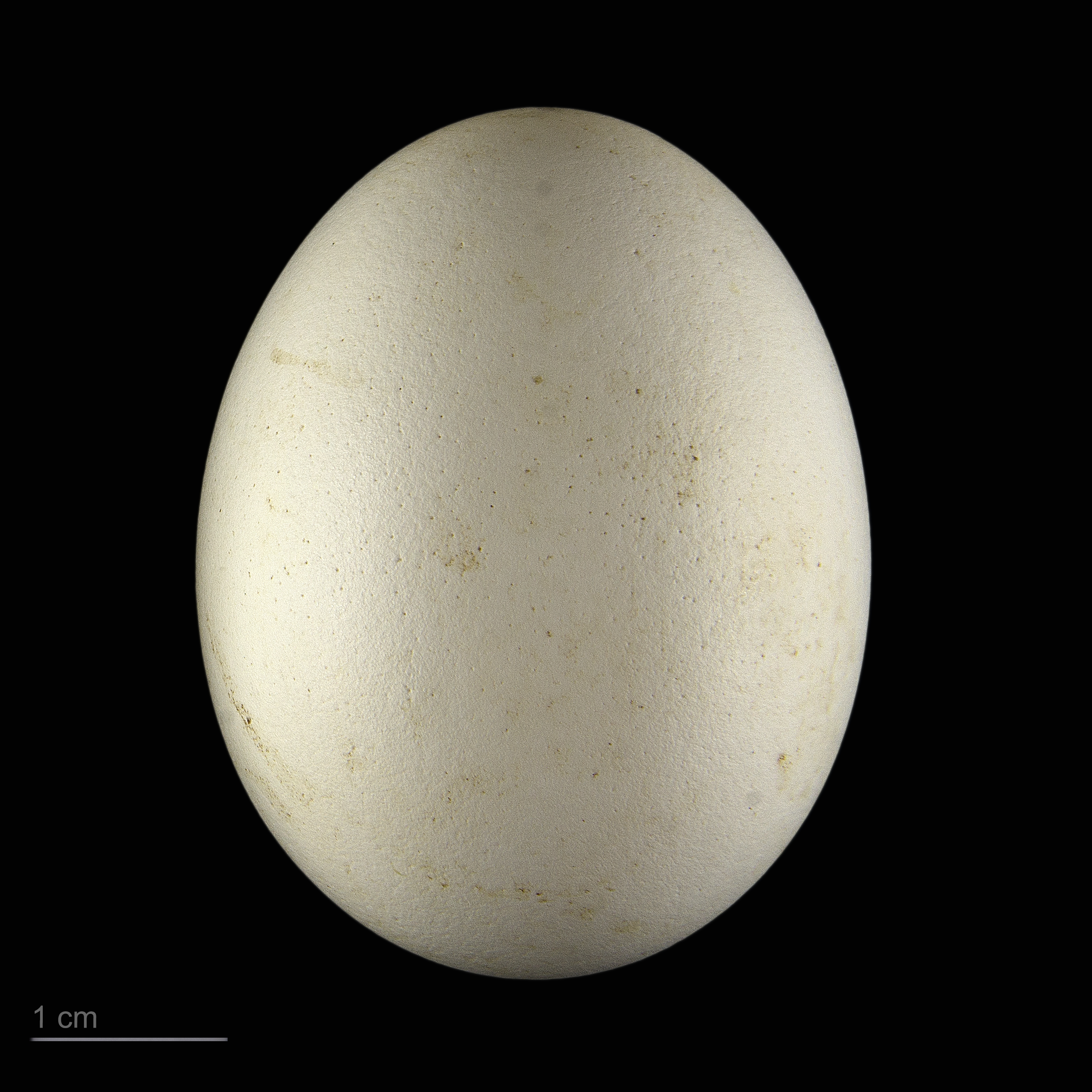
Tyto alba guttata - MHNT

Ponta este formată din 4-7 ouă albe, pe care femela le depune în luna aprilie direct pe substrat, fără așternut. Ouăle sunt clocite timp de 33-34 de zile de femelă, căreia masculul îi aduce hrană.

## Aspecte morfologice
Din punct de vedere morfologic, ca în general la bufnițe, partea anterioară a capului are aspectul unei fețe, în formă de inimă. La picioare, care sunt lungi, unghia degetului mare este zimțată. Coloritul penajului de pe corp este ocru, iar pe partea dorsală, și pe aripi, apare presărat cu puncte de culoare cafenie închisă. Coloritul și nuanțele penajului variază destul de mult de la individ la individ, fiind diferit chiar la puii care provin de la aceeași părinți. 